# Andrej Zjdanov
Andrej Aleksandrovitj Zjdanov, född 26 februari 1896 i Mariupol, Guvernementet Jekaterinoslav, Kejsardömet Ryssland, död 31 augusti 1948 i Moskva, Sovjetunionen, var en sovjetisk kommunistisk politiker, och nära medarbetare till Josef Stalin.

## Biografi
Från 1928 hade Zjdanov deltagit i sädindrivning från bönderna under den första femårsplanen. 1934 blev han sekreterare i den kommunistiska centralkommittén och partichef i Leningrad, efter mordet på Sergej Kirov. Zjdanov arbetade för att stärka partiets roll bland annat genom att skapa organisatoriska strukturer till administrationen, vilket gjorde att partiets styrning av folkets kommissarier stärktes. Zjdanov var också en av arkitekterna bakom nonaggressionspakten med Nazityskland, den så kallade Molotov-Ribbentroppakten. 

### Efter andra världskriget
Efter andra världskriget, från 1947, arbetade Zjdanov med utformning av Kominform (Kommunistisk informationsbyrå, en modernare ersättare till det avskaffade Komintern), som skulle öka samarbetet mellan kommunistpartierna inom östblocket. Zjdanov var även ordförande för den allierade kontrollkommissionen i Helsingfors.

### Kulturens roll
Vid den sovjetiska författarunionens kongress 1934 höll Zjdanov ett tal i vilket han befäste doktrinen om socialistisk realism som allenarådande norm för all konst i Sovjetunionen. Diskussioner om konstens uppgift i ett socialistiskt samhälle hade då pågått under ett drygt decennium bland ideologer och konstnärer. I talet som Zjdanov höll vände han sig till författare och talade om litteratur men den socialistiska realismen skulle gälla som norm, eller "metod", för all konst – litteratur, måleri, skulptur, musik, film och scenkonst. I sitt tal förklarade Zjdanov att en sovjetisk författare ska ”framställa verkligheten i sin revolutionära utveckling” och att ”sanningsenligheten och det historiskt konkreta i den konstnärliga gestaltningen ska kombineras med en ideologisk omdaning och utbildning av det hårt arbetande folket i socialismens anda. Denna metod inom litteraturen och litteraturkritiken är vad vi kallar den socialistiska realismen”. Zjdanov sa vidare att den sovjetiska litteraturen "kan inte vara fientlig till romantiken, utan måste ha en ny slags romantik, en revolutionär romantik. Vi säger att den socialistiska realismen är den grundläggande metoden för litteraturen, och det förutsätter att revolutionär romantik ingår som en del i det litterära skapandet, för vårt partis hela liv, för den arbetande klassens hela liv och dess kamp består i en kombination av det mest stränga och samvetsgranna praktiska arbete och en stark känsla för heroiska handlingar och storslagna framtidsutsikter."
Zjdanov fick sedan i uppgift att rensa ut konst, litteratur och musik som avvek från Stalins och partiets uppfattning om nyttig konst, som för det mesta avslöjade bristerna i kulturell bildning. Zjdanov accepterade inte abstrakta yttringar av konst eller musik, och angreppen mot 1948 års tonsättarkongress har blivit legendariska - tonsättare som Vano Muradeli, Sergej Prokofjev, Nikolaj Mjaskovskij, Aram Chatjaturjan, Dmitrij Kabalevskij, Gavriil Popov, Vissarion Sjebalin och Dmitrij Sjostakovitj drabbades av förföljelse, miste jobb och flera av deras verk blev förbjudna.[källa behövs] Zjdanovs repressioner pågick mellan 1946 och 1948 då ödet i form av långvarig alkoholism och myokardisk infarkt stoppade honom. En annan, kanske mindre trolig teori antyder att Zjdanovs död kan ha "underlättats" av att Stalin förmått läkarna vanvårda honom då han befann sig i onåd strax före sin död. Enligt en brittisk TV-dokumentär var även ett "växande hjärta" tänkbar dödsorsak, något som enligt experter påskyndades av att motion ordinerades patienten.
Zjdanovs vapendragare Tichon Chrennikov i sin roll som ordförande i tonsättarföreningen, och Alexander Fadejev i författarföreningen, fortsatte i samma kulturestetiska spår tills ett mildare klimat kom efter Stalins död 1953 i och med Nikita Chrusjtjovs maktövertagande.